# Saint-Pierre-d'Aurillac
 Saint-Pierre-d'Aurillac  là một xã thuộc tỉnh Gironde trong vùng Aquitaine tây nam nước Pháp. Xã này nằm ở khu vực có độ cao trung bình 29 mét trên mực nước biển.